# Runcinia longipes
Runcinia longipes es una especie de araña cangrejo del género Runcinia, familia Thomisidae. Fue descrita científicamente por Strand en 1906.

## Distribución
Esta especie se encuentra en Etiopía.

## Tratamiento taxonómico
La especie aparece registrada y publicada en Strand, E. (1906b). Diagnosen nordafrikanischer, hauptsächlich von Carlo Freiherr von Erlanger gesammelter Spinnen. Zoologischer Anzeiger 30: 604-637, 655-690.